# Kiedrich
Kiedrich település Németországban, Hessen tartományban. Lakosainak száma 4136 fő (2023. december 31.).

## Fekvése
Mainztól északnyugatra fekvő település.

## Földrajza
A Taunus déli lejtőjén fekvő Kiedrich 165 méteres tengerszint feletti magasságban fekszik, napsütötte déli és délnyugati lejtőin többnyire szőlőtermelés folyik. Északi magasabb emelkedésű részeit erdő borítja.

## Leírása
Kiedrich boráról híres település. Plébániatemploma (Pfarrkirche) késő gótikus stílusban a 15. században épült. Orgonájának sípjai 1430-ból valók. Ezek számítanak a legrégibb ismert orgonasípoknak Németországban. A település nevét először a Mainzi érsekség oklevele említette, bár keltezés nélkül, de A dokumentum Friedrich érsek (937-954) idejéből származik. 1131-ben már említve volt, hogy Kiedrich-ben szőlőtermelés folyik. A vár neve említve volt a Mainzi katedrális 1274 december 25-én kelt iratainak egyik fejezetében is, Scharfenstein Castle néven, mint egy újonnan épült vár. Abban az időben a Nassau Kiedrich  hercegség Eltvillehez tartozott.

## Galéria

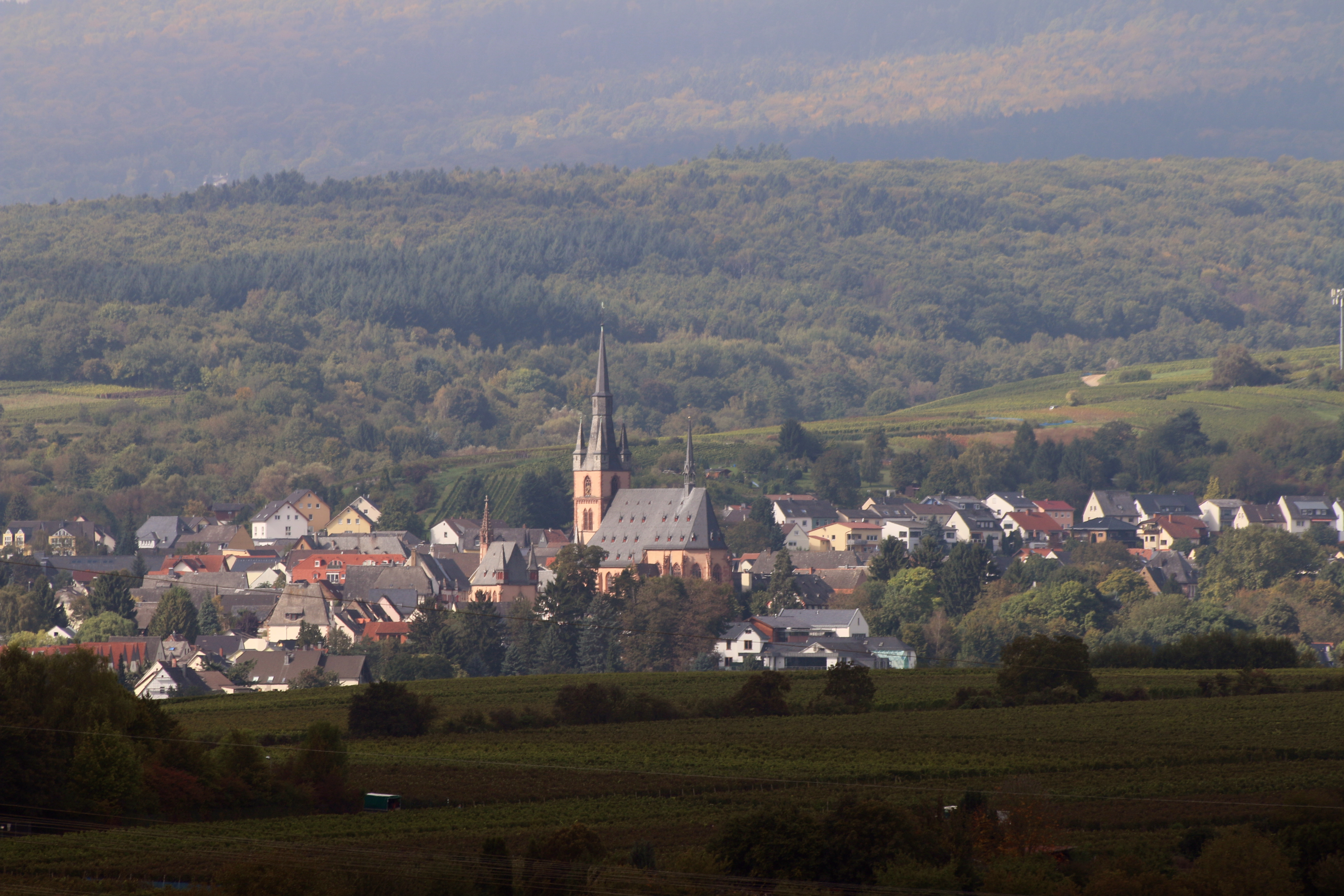
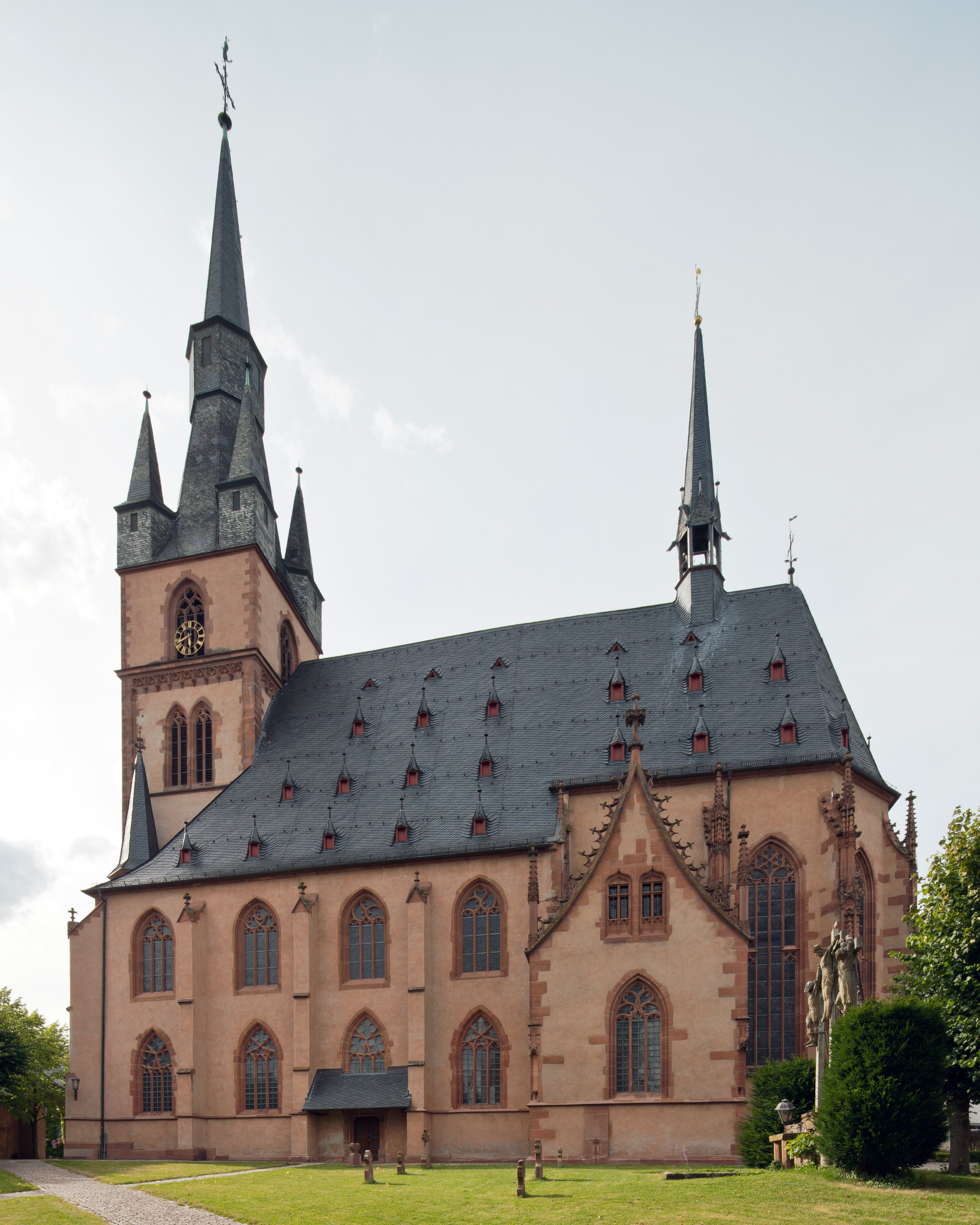
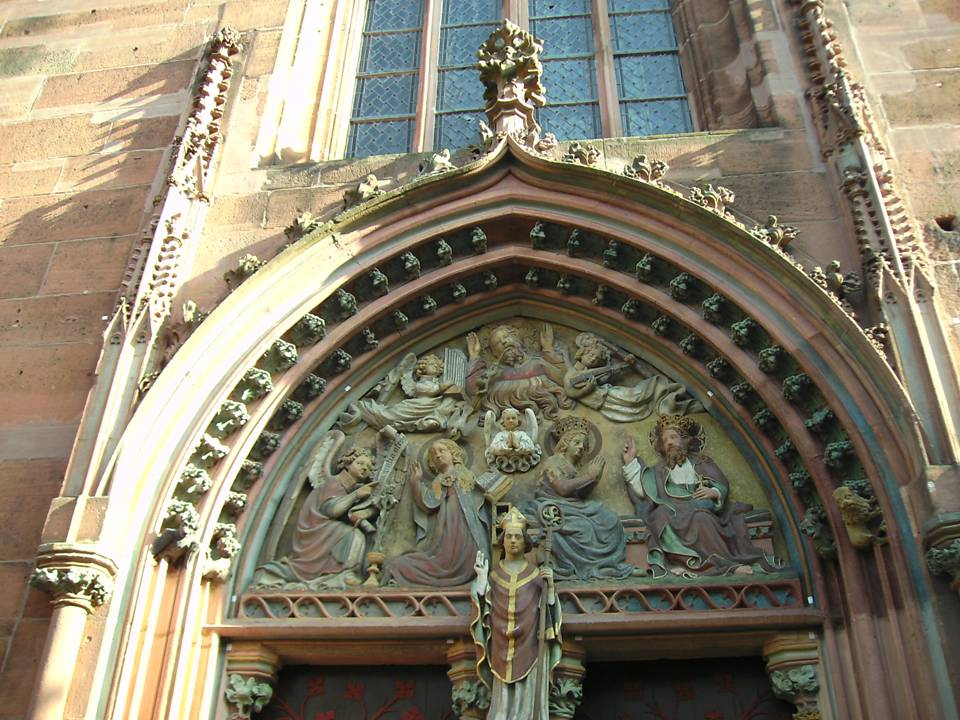
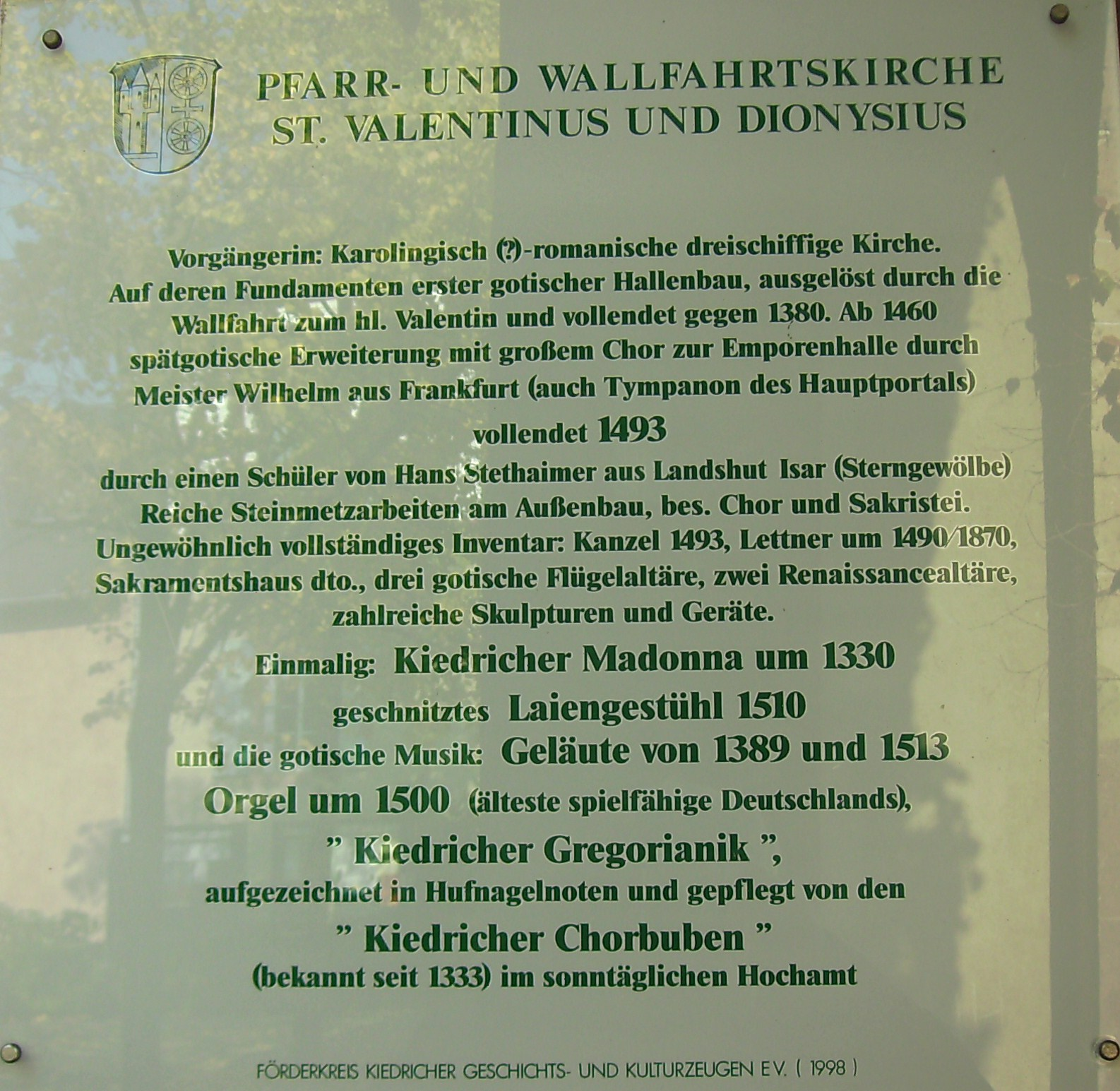
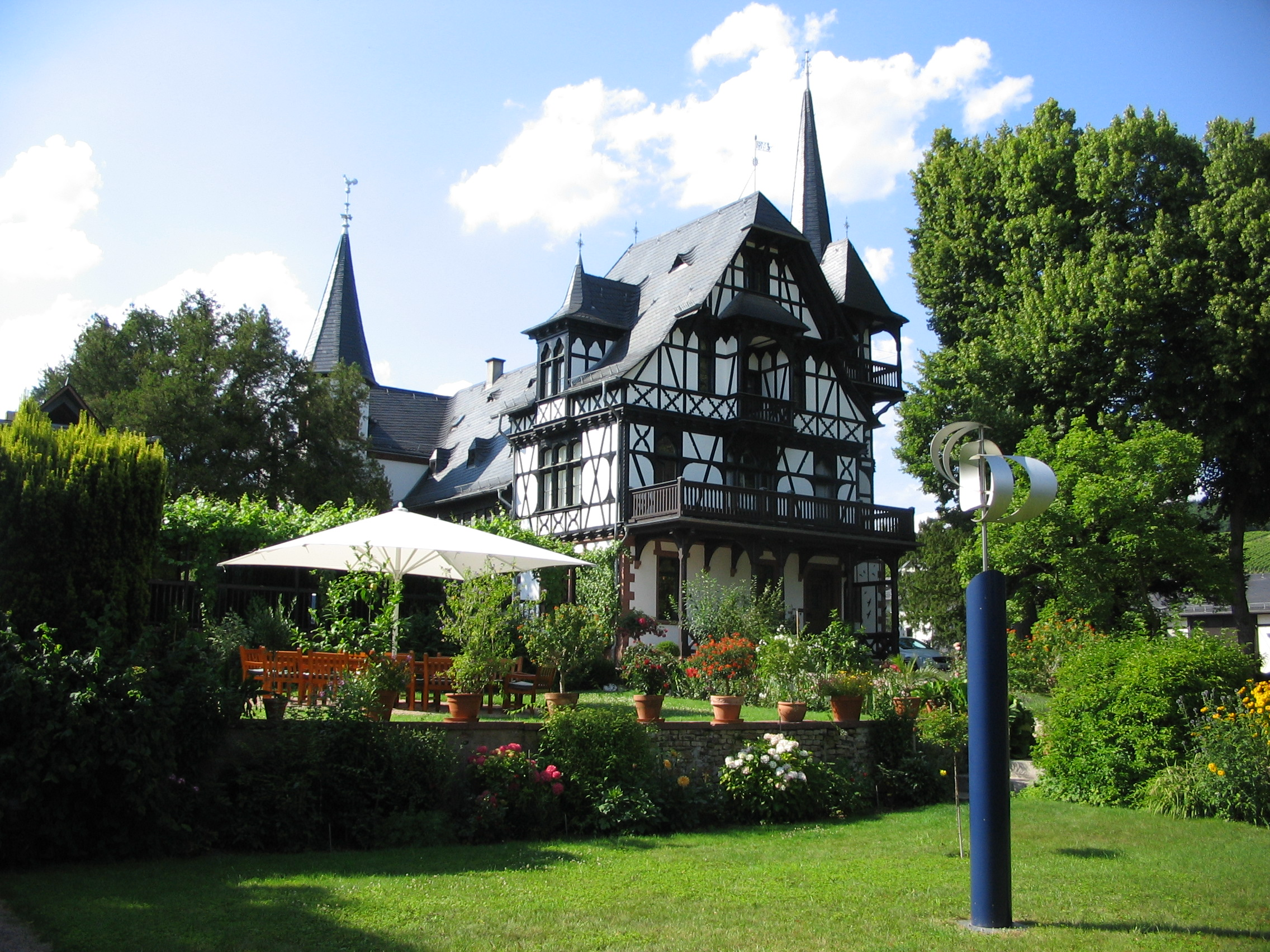
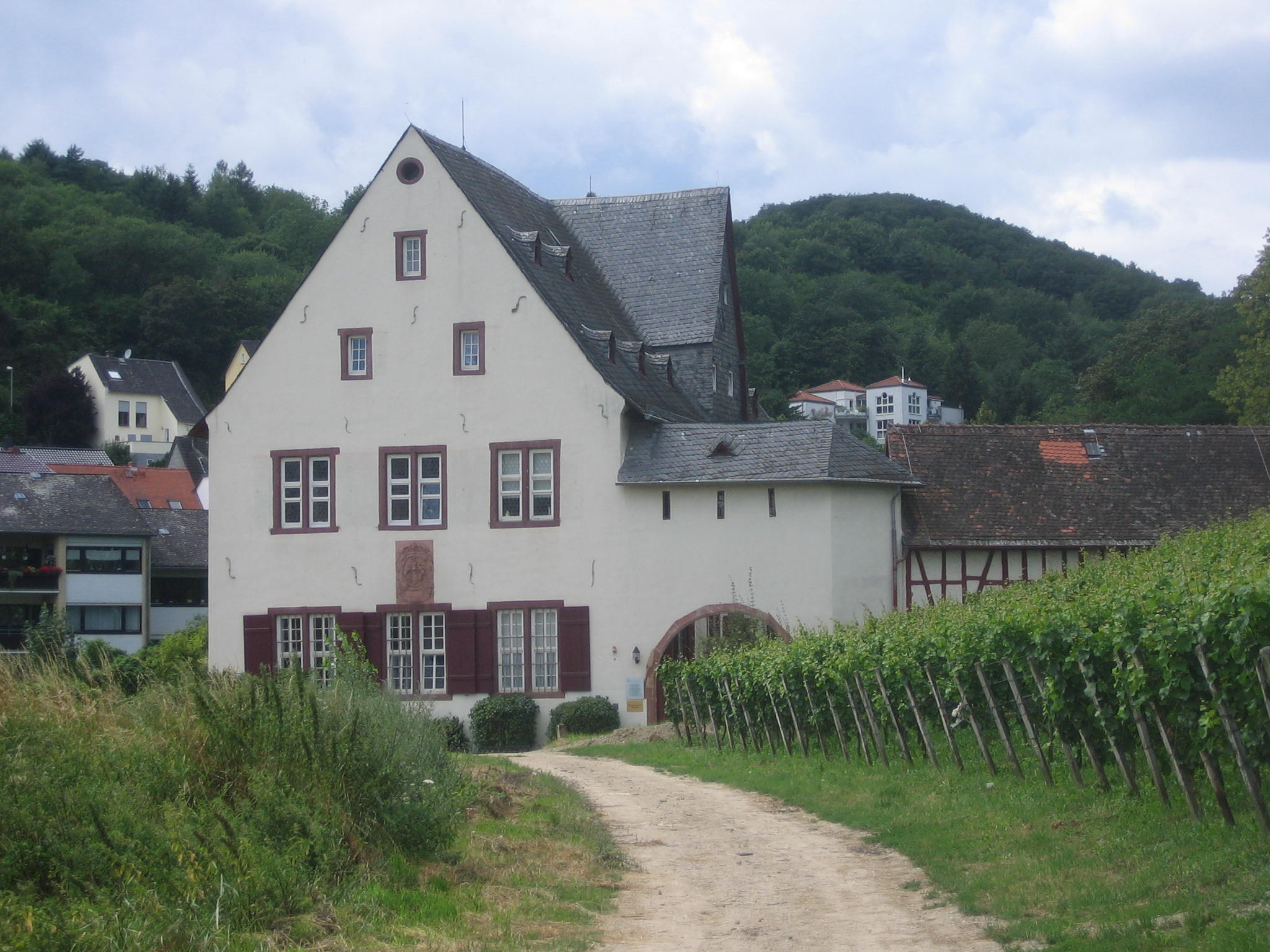
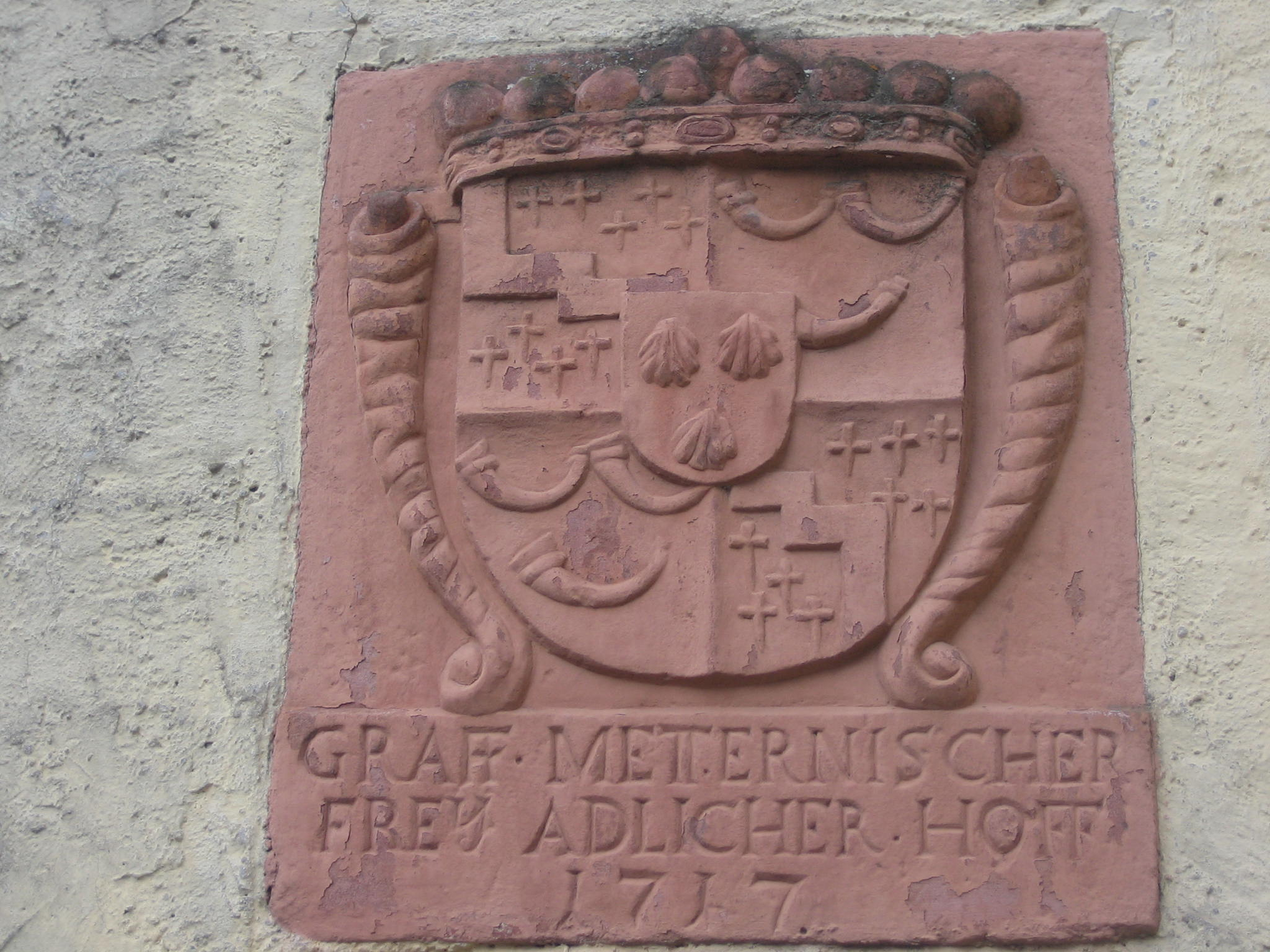
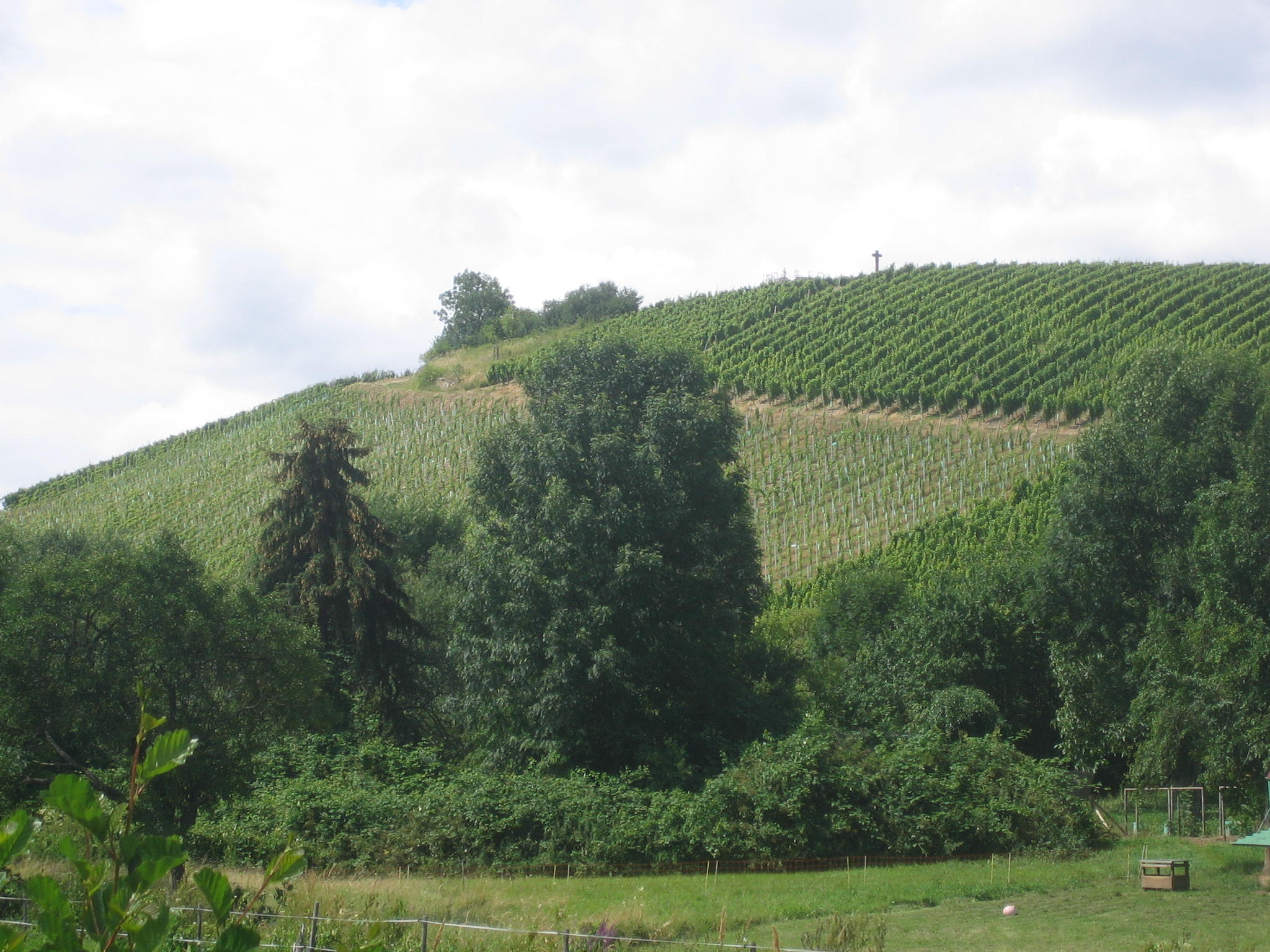
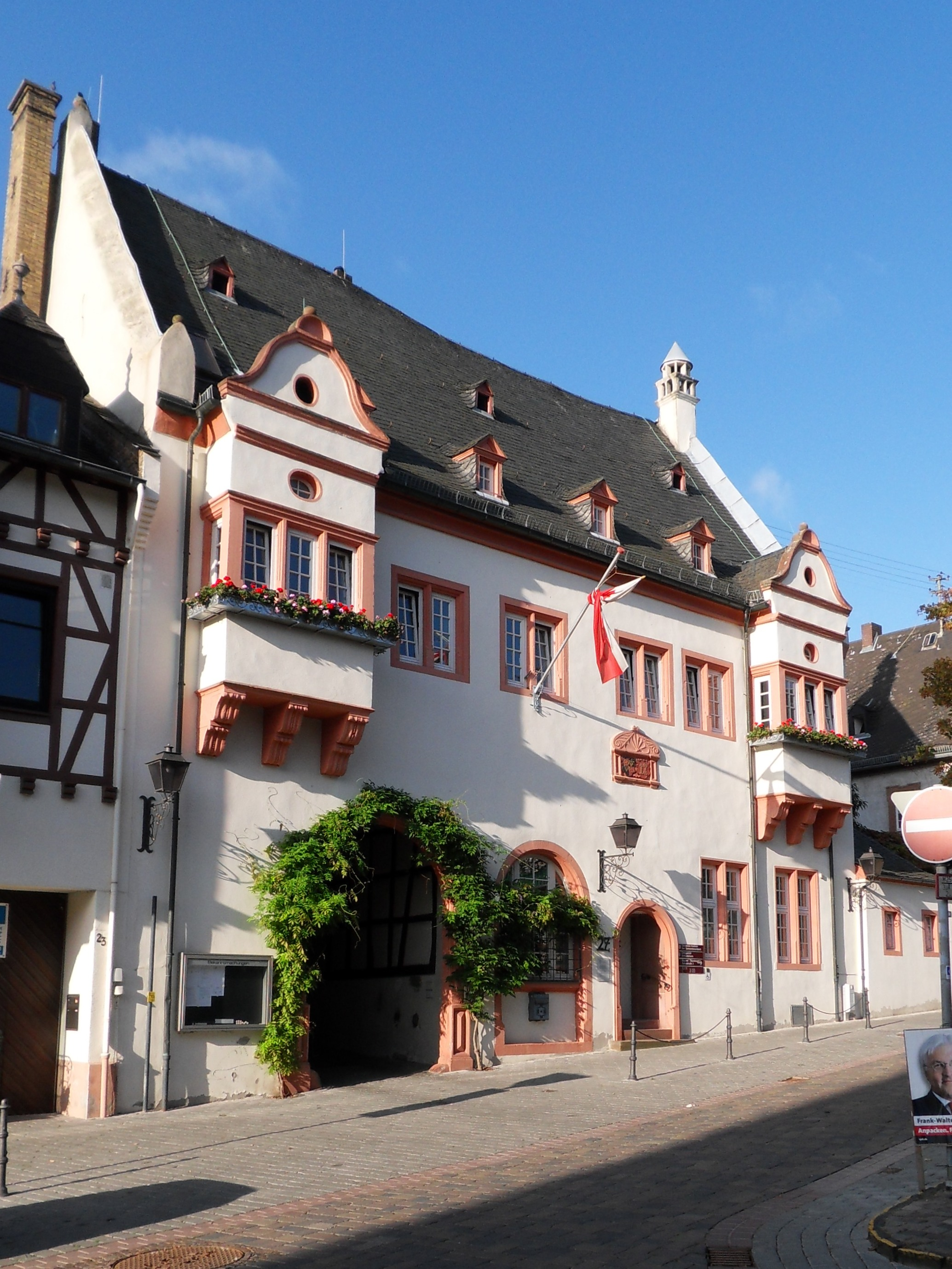

## Nevezetességek
- Plébániatemploma